# Omothymus violaceopes
Espèce
Synonymes
- Lampropelma violaceopedes Abraham, 1924
- Lampropelma violaceopes Abraham, 1924

Omothymus violaceopes, la Mygale bleue de Singapour, est une espèce d'araignées mygalomorphes de la famille des Theraphosidae.

## Distribution
Cette espèce se rencontre en Malaisie et à Singapour.

## Description

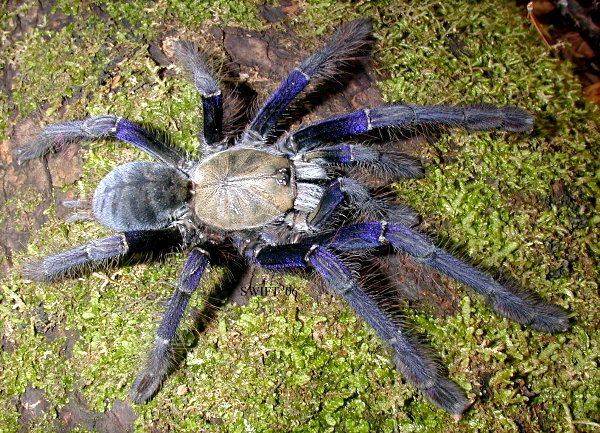
Omothymus violaceopes

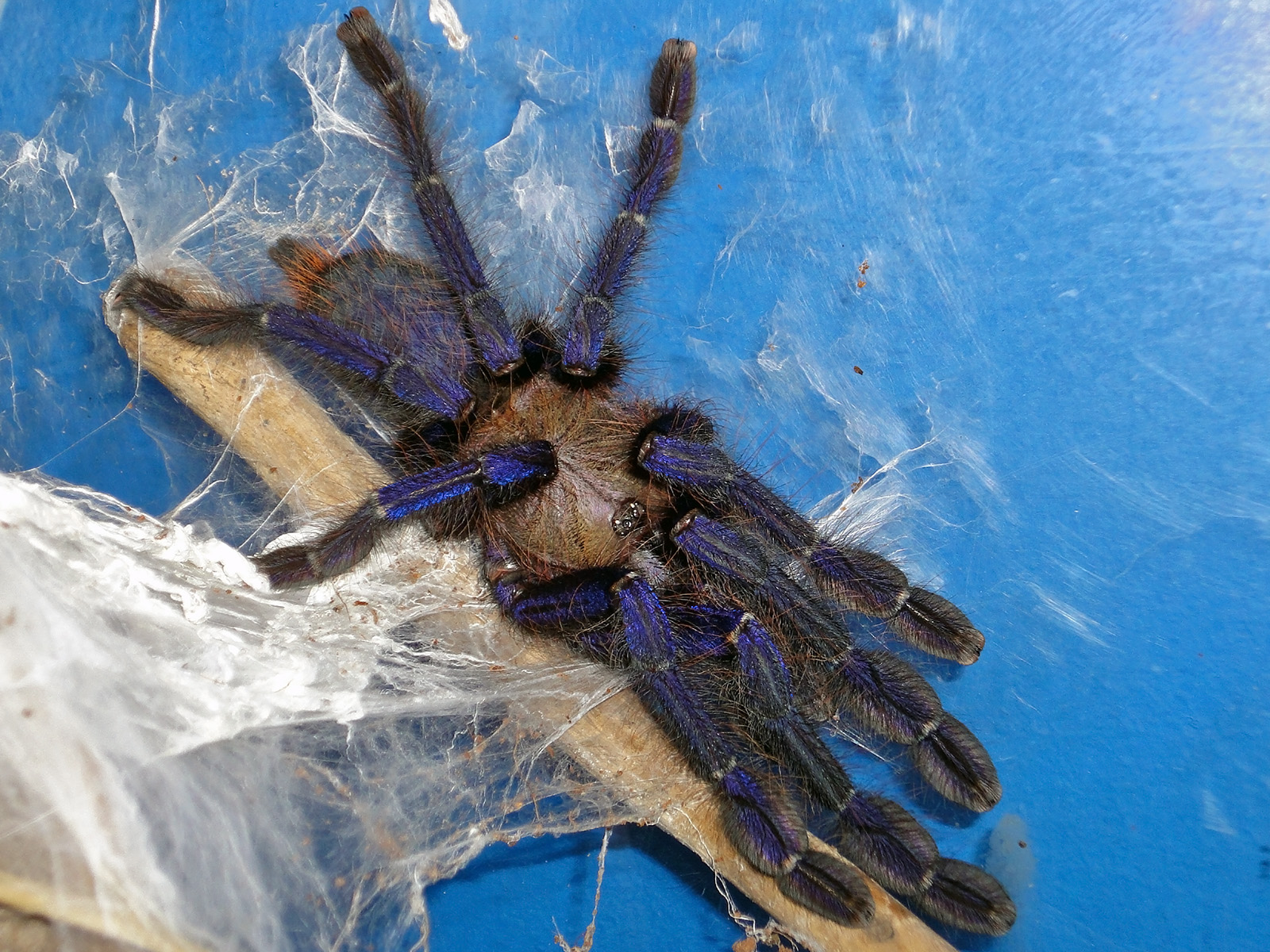
Omothymus violaceopes

Cette mygale est la plus grande espèce de mygale arboricole connue à ce jour avec une envergure pouvant dépasser les 25 centimètres dans le cas des femelles. Comme toutes les mygales arboricoles de la région, elle est dotée d'un petit corps et de très grandes pattes agiles. Les femelles sont de couleur bleu foncé contrairement aux mâles qui sont de couleur verte ou brun clair.
Elle a été connue sous le nom de Cyriopagopus sp.

## Comportement
Omothymus violaceopes est une mygale très rapide et extrêmement agressive. Elle n'hésite pas à faire face et à attaquer si jamais elle se sent menacée.
La femelle a tendance à manger le mâle après l'accouplement.

## Morsure
Bien qu'aucun cas de mortalité due à une morsure de mygale n'ait été répertorié, les mygales du genre Lampropelma sont connues pour être très venimeuses. Une morsure de cette mygale peut causer entre autres des douleurs musculaires, des nausées et de la fièvre.

## Publication originale
- Abraham, 1924 : « Some mygalomorph spiders from the Malay Peninsula ». Proceedings of the Zoological Society of London, vol. 1924, p. 1091-1124.